# Rhynchium furax
Rhynchium furax är en stekelart som beskrevs av Kohl 1894. Rhynchium furax ingår i släktet Rhynchium och familjen Eumenidae. Inga underarter finns listade i Catalogue of Life.